# Kupino
Kupino (ros. Купино) – miasto w obwodzie nowosybirskim w Rosji, oddalone ok. 581 km na zachód od Nowosybirska, niedaleko granicy z Kazachstanem. Liczba ludności wynosiła ok. 16 tys. w 2007 r.
Kupino zostało założone w roku 1886. Otrzymało prawa miejskie w roku 1944.